# روب كوين
روب كوين (بالإنجليزية: Rob Quinn)‏ (8 نوفمبر 1976 في المملكة المتحدة - ) هو لاعب كرة قدم بريطاني في مركز الوسط. شارك مع منتخب جمهورية أيرلندا تحت 21 سنة لكرة القدم وRepublic of Ireland national football B team ‏. أما مع النوادي، فقد لعب مع أكسفورد يونايتد وإبسفليت يونايتد وستيفيناغ بوروه وكريستال بالاس ونادي بريستول روفيرز ونادي برينتفورد وكراي واندررز وإيه أف سي ويمبلدون وSevenoaks Town F.C. ‏ وويلينج يونايتد.

## وصلات خارجية
- روب كوين على موقع قاعدة بيانات كرة القدم.إي يو (الإنجليزية)
- روب كوين على موقع Soccerbase.com (لاعب) (الإنجليزية)
- روب كوين على موقع عالم كرة القدم.نت (الإنجليزية)